# Rodvínov (železniční zastávka)
Rodvínov je železniční zastávka v západní části obce Rodvínov v okrese Jindřichův Hradec v Jihočeském kraji poblíž řeky Nežárky. Leží na jednokolejné elektrizované trati Havlíčkův Brod – Veselí nad Lužnicí (25 kV, 50 Hz AC).

## Historie
Zastávka byla vybudována státní společností Českomoravská transverzální dráha (BMTB), jež usilovala o dostavbu traťového koridoru propojujícího již existující železnice v ose od západních Čech po Trenčianskou Teplou. 3. listopadu 1887 byl zahájen pravidelný provoz v úseku Veselí nad Lužnicí do Jihlavy. Vzhled budovy byl vytvořen dle typizovaného architektonického vzoru shodného pro všechna nádraží v majetku BMTB.
Českomoravská transverzální dráha byla roku 1918 začleněna do sítě ČSD.. Elektrický provoz na trati procházející zastávkou byl zahájen 28. května 1980.

## Popis
Nachází se zde jedno nekryté jednostranné nástupiště.